# بيفو ولو موروم
بيفو ولو موروم  هي بلدية فرنسية تقع في إقليم الأردين في منطقة غراند إيست. 